# Southern California Lazers
O Southern California Lazers foi um clube americano de futebol com sede em Torrance, Califórnia, que era membro da American Soccer League .

## História
Os Lazers foram formados em 1978 como uma franquia de expansão da ASL no subúrbio de Los Angeles e de propriedade do desenvolvedor imobiliário Jack Young, que anteriormente era proprietário do rival local Los Angeles Skyhawks.
O clube contratou o veterano zagueiro inglês Laurie Calloway como técnico principal - a primeira oportunidade de uma carreira do técnico que incluiria passagens pela North American Soccer League and Major League Soccer . Provavelmente o maior nome da lista era Rildo, o ex-zagueiro internacional brasileiro que se juntou a Pelé na seleção brasileira, Santos FC e New York Cosmos . Com 14 gols, o atacante Sid Wallace foi o artilheiro dos Lazers.  O goleiro John Granville liderou o campeonato como goleiro menos vazado.  Quatro jogadores do Lazers (Rildo, Wallace, Granville e o zagueiro Paul Cahill ) foram eleitos pelos treinadores da liga para o time ASL All Star no final da temporada. 
Os Lazers tiveram uma temporada regular de sucesso e terminaram em terceiro lugar na Divisão Oeste e receberam uma vaga nos playoffs. No entanto, eles caíram na primeira rodada dos playoffs da ASL para o California Sunshine por 2x1.  Apesar de ter o segundo maior público de todos os clubes da ASL em 1978,  o clube fechou após sua temporada de estreia.